# 美國駐日本大使
美國駐日本大使（英語：United States Ambassador to Japan），是美國派駐日本的最高外交全權代表。

## 大使列表
以下是外交代表機構列表。
駐紮官
| 名稱                 | 任期           | 離職的原因           | 任期結束       |
| -------------------- | -------------- | -------------------- | -------------- |
| 汤森·哈里斯          | 1859年11月5日  | 召回                 | 1862年4月26日  |
| 羅伯特·H·普魯恩      | 1862年5月17日  | 離開日本             | 1866年4月28日  |
| 昌西·迪普*           | N/A            | * 休會任命，但未上任 | N/A            |
| 羅伯特·範·瓦爾肯伯格 | 1867年5月4日   | 召回                 | 1869年11月11日 |
| 查爾斯·德隆          | 1869年11月11日 | 晉升為公使           | 1872年6月9日   |

特命全權公使
| 名稱                     | 任期          | 離職的原因 | 任期結束       |
| ------------------------ | ------------- | ---------- | -------------- |
| 查爾斯·德隆              | 1872年6月9日  | 辭職       | 1873年10月7日  |
| 約翰·賓厄姆              | 1873年10月7日 | 召回       | 1885年7月2日   |
| 理查德·B·哈伯德          | 1885年7月2日  | 召回       | 1889年5月15日  |
| 約翰·富蘭克林·斯威夫特   | 1889年5月15日 | 任内逝世   | 1891年3月10日  |
| 弗蘭克·庫姆斯            | 1892年6月13日 | 召回       | 1893年7月14日  |
| 埃德溫·鄧                | 1893年7月14日 | 召回       | 1897年7月2日   |
| 阿爾弗雷德·埃利亞布·巴克 | 1898年6月3日  | 任内逝世   | 1902年12月4日  |
| 勞埃德·格里斯科姆        | 1903年6月22日 | 離開日本   | 1905年11月19日 |

特命全權大使
| 名稱                     | 任期           | 離職的原因                           | 任期結束       |
| ------------------------ | -------------- | ------------------------------------ | -------------- |
| 盧克·愛德華·賴特         | 1906年5月26日  | 離開日本                             | 1907年8月13日  |
| 托馬斯·J·奧布萊恩        | 1907年10月15日 | 卸任                                 | 1911年8月31日  |
| 查爾斯·佩奇·布萊恩       | 1911年11月22日 | 卸任                                 | 1912年10月1日  |
| 拉茲·安德森              | 1913年2月1日   | 離開日本                             | 1913年3月15日  |
| 喬治·格思裡              | 1913年8月7日   | 任内逝世                             | 1917年3月8日   |
| 羅蘭·莫里斯              | 1917年10月30日 | 離開日本                             | 1920年5月15日  |
| 查爾斯·B·沃倫            | 1921年9月24日  | 離開日本                             | 1923年1月28日  |
| 賽勒斯·伍茲              | 1923年7月21日  | 離開日本                             | 1924年6月5日   |
| 埃德加·班克羅夫特        | 1924年11月19日 | 任内逝世                             | 1925年7月27日  |
| 查爾斯·麥克維            | 1925年12月9日  | 離開日本                             | 1928年12月6日  |
| 小威廉·理查茲·卡斯爾     | 1930年1月24日  | 離開日本                             | 1930年5月27日  |
| 威廉·卡梅伦·福布斯       | 1930年9月15日  | 離開日本                             | 1932年3月22日  |
| 约瑟夫·格鲁              | 1932年6月14日  | 因珍珠港事件使美國宣戰後離開日本     | 1941年12月8日  |
| 喬治·艾哲遜*             | 1946年         | * 駐日盟軍總司令部政治顧問，大使級   | 1946年         |
| 威廉·西博尔德*           | 1947年         | * 駐日盟軍總司令部外交處處長，大使級 | 1952年         |
| 羅伯特·丹尼爾·墨菲       | 1952年5月9日   | 放棄職務                             | 1953年4月28日  |
| 约翰·摩尔·阿利森         | 1953年5月28日  | 卸任                                 | 1957年2月2日   |
| 道格拉斯·麦克阿瑟二世    | 1957年2月25日  | 卸任                                 | 1961年3月12日  |
| 埃德溫·賴肖爾            | 1961年4月27日  | 卸任                                 | 1966年8月19日  |
| 乌拉尔·亚历克西斯·约翰逊 | 1966年11月8日  | 卸任                                 | 1969年1月15日  |
| 阿明·H·邁耶              | 1969年7月3日   | 卸任                                 | 1972年3月27日  |
| 羅伯特·英格索爾          | 1972年4月12日  | 卸任                                 | 1973年11月8日  |
| 詹姆斯·霍奇森            | 1974年7月19日  | 卸任                                 | 1977年2月2日   |
| 迈克·曼斯菲尔德          | 1977年6月10日  | 卸任                                 | 1988年12月22日 |
| 邁克爾·阿馬科斯特        | 1989年5月15日  | 卸任                                 | 1993年7月19日  |
| 沃尔特·蒙代尔            | 1993年9月21日  | 卸任                                 | 1996年12月15日 |
| 湯姆·弗利                | 1997年11月19日 | 卸任                                 | 2001年4月1日   |
| 霍华德·贝克              | 2001年7月5日   | 辭職                                 | 2005年2月17日  |
| 湯姆·希弗                | 2005年4月11日  | 卸任                                 | 2009年1月20日  |
| 約翰·魯斯                | 2009年8月20日  | 卸任                                 | 2013年8月12日  |
| 卡羅琳·肯尼迪            | 2013年11月12日 | 辭職                                 | 2017年1月18日  |
| 威廉·哈格蒂              | 2017年8月31日  | 辭職                                 | 2019年7月22日  |
| 拉姆·伊曼纽尔            | 2022年3月25日  | 卸任                                 | 2025年1月15日  |
| 喬治·愛德華·格拉斯       | 2025年4月18日  | 現任                                 |                |

## 外部連結
- United States Department of State: Chiefs of Mission for Japan （页面存档备份，存于）
- United States Department of State: Japan （页面存档备份，存于）
- United States Embassy in Tokyo （页面存档备份，存于）
- U.S. Ambassadors to Japan （页面存档备份，存于）